# Víctor Clavijo
Víctor Clavijo Cobos (Algeciras, Cádiz, 28 de septiembre de 1973) es un actor y fotógrafo español. Ha ganado el Premio de la Unión de Actores en seis ocasiones, por su trabajo en televisión, cine y teatro. También el Premio Ondas Globales del Podcast Mejor Actor 2024, por Recursos Humanos.

## Biografía
Empezó sus estudios en el colegio algecireño Puerta del Mar, continuando luego al centro contiguo, Instituto Isla Verde. Inició la carrera de Derecho en Granada, pero la abandonó para dedicarse a la interpretación. Con veinte años se marchó a Madrid para estudiar en la RESAD (Real Escuela Superior de Arte Dramático, en la que se graduó en 1997), que compaginó con el doblaje en academias privadas. También ha realizado estudios de canto, danza y esgrima.
Comenzó montando obras de teatro con amigos hasta rodar su primer corto en 1995, David, dirigido por Carlos Montero, con sonido a cargo de Alejandro Amenábar y fotografía de Mateo Gil. Compartía protagonismo con Eduardo Noriega.
Su siguiente corto fue La visita (1997), dirigido por su hermano Carlos Clavijo con el que volvería a trabajar en otras ocasiones. Comenzó a hacer sus primeros trabajos en doblaje para TVE y grabó un pequeño papel en la que sería su primera película En la puta calle (1997) de Enrique Gabriel, aunque sus secuencias terminaron siendo eliminadas del montaje final.
Su primera experiencia en televisión fue ese mismo año junto a El Fary en la serie de Antena 3 Menudo es mi padre, donde interpretaba al hermano de Pilar López de Ayala. Con ella actriz volvió a coincidir en otra serie, Al salir de clase, que le hizo popular y en la que trabajó de 1998 a 2000.
Compaginó todo ello con proyectos cinematográficos entre los que cabe destacar Los lobos de Washington (1999), de Mariano Barroso; El alquimista impaciente (2002), de Patricia Ferreira; El regalo de Silvia (2003), de Dionisio Pérez; La vida que te espera (2004), de Manuel Gutiérrez Aragón; El año de la garrapata (2004), de Jorge Coira o GAL (2006), de Miguel Courtois entre otras.
Siguió haciendo series, con papeles fijos (Mujeres, Tirando a dar) o episódicos (Policías, en el corazón de la calle, Hospital Central). En 2007 volvió a la televisión con un papel en la serie Hermanos y detectives, en Telecinco, con Diego Martín y Álex Angulo entre otros. En 2009 apareció en la serie La Señora de TVE en el personaje de Fernando, un militar republicano en los años 1920, que siguió en el spin-off 14 de abril: la República.
También ha trabajado en varias obras de teatro, siendo la más reciente Continuidad de los parques, Fausto, El Jurado,  Lehman Trilogy,
En 2013 da vida al origen de Vicente Cortázar para la serie diaria Gran Reserva: El origen junto a Verónica Sánchez y Marta Torné. Y también en TVE, interpretó a Francisco de Borja, en Carlos, rey emperador (2015), y a Lope de Vega en El ministerio del Tiempo (2015-2017). En este caso se trató de una colaboración que tuvo mucha repercusión y por la que ganó el Premio de la Unión de Actores mejor actor de televisión 2017.
Luego trabajó en la diaria Amar es para siempre (2017-2018, Antena 3) y en Hernán (2019), su primera serie para una plataforma, Amazon Prime Video, interpretando a Cristóbal de Olid. Trabajó también en Diarios de la cuarentena (2020), serie sobre parejas durante el encierro por el covid-19 y Ana Tramel, el juego (2021),  ficción de suspense, ambas para TVE.
Destaca su voz grave, por lo que contaron con Víctor como narrador de pódcast, como Ficción sonora (2022), El sonido del crímen (2022) o Recursos humanos (2024).
En 2024 asume su mayor papel protagonista en una serie, con El marqués de Telecinco, seis capítulos que ficcionan el Crimen de Los Galindos,¡que conmovió a España en verano de 1975. Además narró en voz en off la docuserie Los Galindos. Toda la verdad, en Amazon Prime Video.
Además ese año, rodó La infiltrada, largometraje de Arantxa Echevarría, e inició una gira por España con Lorca sonoro, espectáculo de la cantante Pasión Vega, en la que el actor recita poemas más icónicos de Federico García Lorca.  Ya hizo del escritor en Lorquiana, ficción sonora de Radio Nacional de España en 2018.

## Filmografía

### Películas
| Año  | Título                                   | Personaje           | Dirección                       |
| ---- | ---------------------------------------- | ------------------- | ------------------------------- |
| 2024 | La infiltrada                            | Teruel              | Arantxa Echevarria              |
| 2023 | La espera                                | Eladio              | F. Javier Gutiérrez             |
| 2023 | Alguien que cuide de mí                  | Teo                 | Daniela Fejerman y Elvira Lindo |
| 2020 | Vampus Horror Tales                      | Voz                 | Varios                          |
| 2019 | Una vida entre dos aguas                 | Don José            | Jesús Ponce                     |
| 2018 | El pacto de los estudiantes              | Entrevistado        | Juan Miguel Castillo            |
| 2018 | La primera cita                          | Médico militar      | Jesús Ponce                     |
| 2017 | Las siete muertes                        | Julián              | Gerardo Herrero                 |
| 2017 | Llueven vacas                            | Fernando            | Fran Arráez                     |
| 2016 | Gernika                                  | Periodista español  | Koldo Serra                     |
| 2016 | Diamantino                               | Guardia civil Osuna | Jesús Ponce                     |
| 2015 | La isla del viento                       | Don Víctor          | Manuel Menchón                  |
| 2015 | Sicarivs, la noche y el silencio         | Sicario             | Javier Muñoz                    |
| 2015 | Todo saldrá bien                         | Hombre oficina      | Jesús Ponce                     |
| 2014 | Prim, el asesinato de la calle del Turco | Paúl y Angulo       | Miguel Bardem                   |
| 2012 | Impávido                                 | El Botas            | Carlos Therón                   |
| 2012 | Holmes & Watson. Madrid Days             | Josito Alcántara    | José Luis Garci                 |
| 2011 | Verbo                                    | Tótem               | Eduardo Chapero-Jackson         |
| 2011 | Silencio en la nieve                     | Estrada             | Gerardo Herrero                 |
| 2011 | Camera obscura                           | Antonio             | Maru Solores                    |
| 2010 | 18 Comidas                               | Víctor              | Jorge Coira                     |
| 2009 | Amanecer en Asía                         | Daniel              | Dionisio Pérez                  |
| 2007 | 3 días                                   | Ale                 | Francisco Javier Gutiérrez      |
| 2007 | Oviedo Express                           | Leopoldo            | Gonzalo Suárez                  |
| 2007 | La torre de Suso                         | Berto               | Tomás Fernández                 |
| 2006 | GAL                                      | Víctor Carreño      | Miguel Courtois                 |
| 2006 | Una sonrisa al viento                    |                     | Dionisio Pérez                  |
| 2004 | El año de la garrapata                   | Lito                | Jorge Coira                     |
| 2004 | La vida que te espera                    | Parrondo            | Manuel Gutiérrez Aragón         |
| 2004 | El principio de Arquímedes               | Pedro               | Gerardo Herrero                 |
| 2003 | El regalo de Silvia                      | Mateo               | Dionisio Pérez                  |
| 2002 | El alquimista impaciente                 | Guardia Ruiz        | Patricia Ferreira               |
| 2002 | El caballero Don Quijote                 | Barbero             | Manuel Gutiérrez Aragón         |
| 2002 | Peor imposible, ¿qué puede fallar?       | Miguel              | David Blanco y José Semprún     |
| 2000 | Las razones de mis amigos                | Esteban             | Gerardo Herrero                 |
| 2000 | Me da igual                              |                     | David Gordon                    |
| 1999 | Los lobos de Washington                  | Policía Nacional    | Mariano Barroso                 |
| 1998 | Un buen novio                            |                     | Jesús R. Delgado                |
| 1996 | En la puta calle                         |                     | Enrique Gabriel                 |

### Cortometrajes
| Año  | Título                                 | Personaje        | Dirección                                               |
| ---- | -------------------------------------- | ---------------- | ------------------------------------------------------- |
| 1995 | David                                  |                  | Carlos Montero                                          |
| 1996 | La visita                              |                  | Carlos Clavijo                                          |
| 1997 | La visita II                           |                  | Carlos Clavijo                                          |
| 1998 | El candidato                           |                  | Carlos Clavijo                                          |
| 2001 | Hiel                                   |                  | Darío Paso                                              |
| 2002 | ¡De potra!                             | Toñín            | David Muñoz y Antonio Trashorras                        |
| 2002 | ¿Quién es el asesino? Videoclub mortal | Juanqui          | David Muñoz y Antonio Trashorras                        |
| 2003 | Raíz                                   | Hijo             | Gaizka Urresti                                          |
| 2004 | ¿Y tú?                                 | Daniel           | Darío Paso                                              |
| 2004 | Di algo                                | Pablo            | Luis Deltell                                            |
| 2005 | El primo argentino                     |                  | Ricardo Merchán                                         |
| 2005 | Adiós                                  |                  | Ignacio Gutiérrez-Solana                                |
| 2005 | Los 10 pasos                           | Marqués          | Darío Paso                                              |
| 2006 | Esas pequeñas cosas                    |                  | José Javier Rodríguez                                   |
| 2006 | Elena quiere                           | Tomás            | Lino Escalera                                           |
| 2008 | Viaje a Bangkok                        |                  | Dionisio Pérez                                          |
| 2009 | 55                                     | Hijo de Victoria | Darío Paso                                              |
| 2010 | Intercambio                            | Padre            | Antonello Novellino y Antonio Quintanilla               |
| 2010 | Mi nombre junto al tuyo                | Antonio          | Javier Velasco                                          |
| 2010 | Hidden Soldier                         | Soldado Wilson   | Alejandro Suárez Lozano                                 |
| 2012 | Dejad un mensaje después de la señal   | David            | Andrea Monzani                                          |
| 2016 | Nini                                   |                  | David Moreno                                            |
| 2016 | Behind                                 | Samuel (voz)     | Ángel Gómez Hernández                                   |
| 2017 | Fe                                     | Adolfo           | Juan de Dios Garduño                                    |
| 2020 | Palmera seca                           | Francisco        | Jesús Ponce                                             |
| 2021 | De Menos                               | Andrés           | Cristina Martín Barcelona y María José Martín Barcelona |
| 2022 | La Melancolía del Fénix                | Hijo             | Mika Oliete                                             |

### Televisión
| Año               | Título                                | Personaje                  | Cadena               | Datos         |
| ----------------- | ------------------------------------- | -------------------------- | -------------------- | ------------- |
| 1996              | El súper: Historias de todos los días |                            | Telecinco            | 1 episodio    |
| 1997              | Menudo es mi padre                    | Víctor                     | Antena 3             | 15 episodios  |
| 1998              | A las once en casa                    |                            | TVE                  | 1 episodio    |
| 1998 - 2000       | Al salir de clase                     | Raúl Daroca Lavín          | Telecinco            | 475 episodios |
| 2001              | Policías, en el corazón de la calle   | Pau                        | Antena 3             | 4 episodios   |
| 2001; 2006        | Hospital Central                      | Carlos/Jacobo              | Telecinco            | 4 episodios   |
| 2002; 2005        | El comisario                          | Alberto/Andrés             | Telecinco            | 3 episodios   |
| 2003              | Una nueva vida                        | Santi                      | Telecinco            | 3 episodios   |
| 2004              | Los 80                                | Gonzalo                    | Telecinco            | 3 episodios   |
| 2006              | Mujeres                               | Nicolás                    | TVE                  | 13 episodios  |
| 2006              | Tirando a dar                         | Alejo                      | Telecinco            | 7 episodios   |
| 2007              | Génesis: En la mente del asesino      | Dueño de discoteca         | Cuatro               | 1 episodio    |
| 2007 - 2009       | Hermanos y detectives                 | Pablo Zambrano             | Telecinco            | 26 episodios  |
| 2009              | La señora                             | Fernando Alcázar           | TVE                  | 13 episodios  |
| 2009              | Una bala para el Rey                  | Torres                     | Antena 3             | 2 episodios   |
| 2009              | Aída                                  | Ángel Padilla              | Telecinco            | 1 episodio    |
| 2010              | Karabudjan                            | Dani                       | Antena 3             | 6 episodios   |
| 2011              | Los misterios de Laura                | Alejandro Méndez           | TVE                  | 1 episodio    |
| 2011; 2018 - 2019 | 14 de abril. La República             | Fernando Alcázar           | TVE                  | 15 episodios  |
| 2013              | Gran Hotel                            | Fernando Llanes            | Antena 3             | 6 episodios   |
| 2013              | Gran Reserva: El origen               | Vicente Cortázar           | TVE                  | 82 episodios  |
| 2014              | El corazón del océano                 | Hernando de Trejo          | Antena 3             | 6 episodios   |
| 2014              | Hermanos                              | Damián Jurado              | Telecinco            | 2 episodios   |
| 2014              | Cuéntame un cuento                    | Andrés Garrido             | Antena 3             | 1 episodio    |
| 2014              | El fin de la comedia                  | Técnico                    | Comedy Central       | 1 episodio    |
| 2015              | Carlos, rey emperador                 | Francisco de Borja         | TVE                  | 10 episodios  |
| 2015 - 2017       | El Ministerio del Tiempo              | Lope de Vega               | TVE                  | 3 episodios   |
| 2016              | Lo que escondían sus ojos             | Antonio Tovar              | Telecinco            | 4 episodios   |
| 2017              | Cuéntame cómo pasó                    | Dr. Martín Broto           | TVE                  | 4 episodios   |
| 2017 - 2018       | Amar es para siempre                  | Diego Durán Villalba       | Antena 3             | 256 episodios |
| 2019              | Hernán                                | Cristóbal de Olid          | Azteca 7/Prime Video | 8 episodios   |
| 2020              | Diarios de la cuarentena              | Víctor                     | TVE                  | 8 episodios   |
| 2020              | 30 monedas                            | Mario                      | HBO España           | 2 episodios   |
| 2021              | Ana Tramel. El juego                  | Gabriel Brandariz          | TVE                  | 6 episodios   |
| 2024              | La ley del mar                        | Vicent                     | TVE / À Punt         | 3 episodios   |
| 2024              | El Marqués                            | Rafael Pertierra de Medina | Telecinco            | 6 episodios   |
| 2025              | La frontera                           | Antonio Dávila             | Prime Video/TVE      | ¿? episodios  |

## Teatro
- Pablita o de amor... (1990). Dirigida por Pepe Chamizo. Compañía. Teatro Mejorana.
- Arquetipos (1990). Dirigida por Pepe Chamizo. Compañía Teatro Mejorana.
- La Lección (1990). Dirigida por Pepe Barroso. Compañía Teatro Isla Verde.
- Fantasía en Do Menor. Dirigida por Víctor Clavijo. Compañía Andar Teatro.
- El sueño de una noche de verano (1994). Dirigida por J. Pastor. Resad-W. Ssex. Cty
- Las criadas. Dirigida por Juliana Reyes. Compañía Andar Teatro.
- Las Bacantes (1995). Dirigida por Rosa Montero. (Músico). Teatro Thiassos.
- Lista Negra (1997). Dirigida por Eduardo Vasco. Compañía Noviembre.
- Como una nube (2003). Recital en torno a Cernuda. Dirigido por C.Mdez. Compañía O de Madera.
- Continuidad de los parques (2004-2005). Dirigida por Jaime Pujol (Principal) Cia Dramaturgia 2000
- Amores iguales (2006). Recital de poesía dirigido por Gerardo Vera-Salva Bolta. Teatro María Guerrero.
- Oddi (2012). Comedia negra dirigida por Paco Montes. Teatro del Arte. Madrid.
- Fausto (2014-2015). Drama dirigido por Tomaž Pandur. Centro Dramático Nacional. Madrid.
- El jurado (2016). Drama dirigido por Andrés Lima. Las Naves del Español. Madrid.

## Premios

### Premios Goya
| Año  | Categoría              | Película            | Resultado | Ref.   |
| ---- | ---------------------- | ------------------- | --------- | ------ |
| 2004 | Mejor actor revelación | El regalo de Silvia | Nominado  | [ 17 ] |

### Premios de la Unión de Actores
| Año  | Categoría                              | Trabajo                               | Resultado |
| ---- | -------------------------------------- | ------------------------------------- | --------- |
| 2017 | Mejor actor de reparto de televisión   | El Ministerio del Tiempo              | Ganador   |
| 2017 | Mejor actor secundario de cine         | Llueven vacas                         | Nominado  |
| 2015 | Mejor actor de reparto de televisión   | El Ministerio del Tiempo              | Nominado  |
| 2015 | Mejor actor secundario de teatro       | Fausto                                | Ganador   |
| 2014 | Mejor actor protagonista de televisión | Cuéntame un cuento: Los tres cerditos | Ganador   |
| 2012 | Mejor actor secundario de cine         | Holmes & Watson. Madrid Days          | Nominado  |
| 2011 | Mejor actor de reparto de cine         | Silencio en la nieve                  | Nominado  |
| 2011 | Mejor actor de reparto de televisión   | 14 de abril. La República             | Nominado  |
| 2010 | Mejor actor secundario de cine         | 18 comidas                            | Ganador   |
| 2009 | Mejor actor secundario de televisión   | La Señora                             | Ganador   |
| 2008 | Mejor actor protagonista de cine       | Tres días                             | Nominado  |
| 2006 | Mejor actor de reparto de televisión   | Mujeres                               | Ganador'  |

### Otros premios
- 2023: Premio Gijón de cine al mejor actor de cortometraje por Di algo.
- 2016. "Místico de honor" en el Festival de Cine Fantástico "Algeciras Fantástika".
- 2023: PREMIO ESPECIAL CULTURA DE LA SAF, Sociedad Algecireña de Fomento.
- 2009:  Premio al mejor actor en el Screamfest, el Festival Internacional de Cine de Terror de Los Ángeles, por la película 3 días, a las órdenes de Francisco Javier Gutiérrez.[25]
- 2023: Premio al mejor actor en el Screamfest Horror Film Festival, Festival de cine de terror de Los Ángeles, por su trabajo en La espera de Francisco Javier Gutiérrez.[26]
- 2024: Premio Ondas Globales del Podcast Mejor Actor, por Recursos Humanos, de Jesús Matsuki.[27]
- 2025. Premio Talento CSRTV , concedido por el Canal Sur Radio y Televisión, que se entregará en el Festival de Málaga. [28]